# Powelliphanta hochstetteri
Powelliphanta hochstetteri, conocido como uno de los «caracoles ámbar», es una especie de caracol terrestre carnívoro de gran tamaño, un molusco gasterópodo pulmonado de la familia Rhytididae. Es la especie tipo de su género.

## Distribución
Esta especie es endémica de las provincias de Marlborough y Nelson de la Isla Sur de Nueva Zelanda. Hay cinco subespecies:
- Powelliphanta hochstetteri anatokiensis Powell, 1938
- Powelliphanta hochstetteri bicolor Powell, 1930
- Powelliphanta hochstetteri consobrina Powell, 1936
- Powelliphanta hochstetteri hochstetteri (Pfeiffer, 1862)
- Powelliphanta hochstetteri obscura Beutler, 1901

## Descripción
La especie Powelliphanta hochstetteri fue descrita originalmente con el nombre de Helix hochstetteri por el malacólogo alemán Ludwig Karl Georg Pfeiffer en 1862. La describió únicamente basándose en la concha, que el geólogo alemán Ferdinand von Hochstetter trajo de Nueva Zelanda. El nombre específico hochstetteri es en honor a Ferdinand von Hochstetter.

## Ciclo de vida
Al igual que otras especies del género Powelliphanta , los caracoles viven hasta 20 años y alcanzan la madurez sexual alrededor de los 5 años. Los hermafroditas se fecundan entre sí y luego ponen unos 10 huevos. Los huevos ovalados varían en tamaño, desde unos 12 mm por 10 mm.

## Referencias

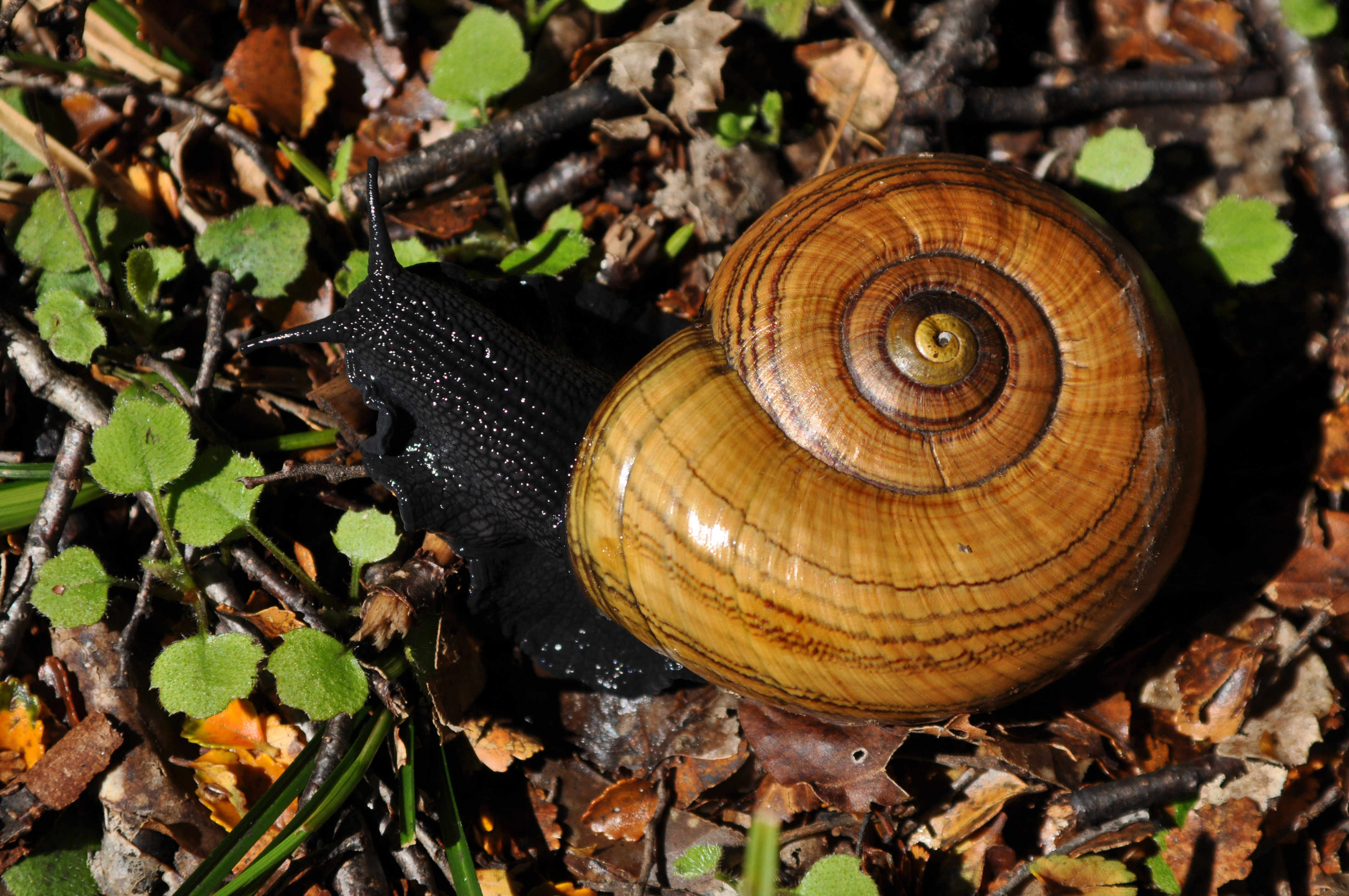
Powelliphanta hochstetteri hochstetteri